# Bruna Carvalho
Bruna Alves de Carvalho (São Paulo, 16 de abril de 2000) é uma atriz brasileira. Além dos comerciais já feitos, seu primeiro trabalho foi a novela Amor e Revolução em 2011 como "Lara Fiel". Ganhou mais destaque em 2013 ao interpretar Bel no  remake da telenovela Chiquititas.

## Carreira
Bruna é filha de Angélica Celina Fernandes e Sérgio Carvalho. A carreira começou aos 10 anos fazendo teatro e aulas de canto após convencer os pais que sua vocação era para as artes. Em 2012 realizou uma participação na telenovela Carrossel do SBT interpretando a personagem Nina. Em 2013 atuou no remake da telenovela infantil Chiquititas, como a personagem  Isabel (Bel), papel que foi muito importante para sua carreira. Em 2021, participou dos longas A Menina que Matou os Pais e O Menino que Matou Meus Pais interpretando Rafaela.

## Filmografia
| Ano       | Título           | Personagem            | Nota(s)      |
| --------- | ---------------- | --------------------- | ------------ |
| 2011      | Amor e Revolução | Lara de Oliveira Fiel | Coadjuvante  |
| 2012      | Carrossel        | Nina                  | Participação |
| 2013–2015 | Chiquititas      | Isabel Ribeiro (Bel)  | Coadjuvante  |

### Cinema
| Ano  | Título                       | Personagem        |
| ---- | ---------------------------- | ----------------- |
| 2018 | Querida Mamãe                | Priscilla Queiroz |
| 2021 | A Menina que Matou os Pais   | Rafaela           |
| 2021 | O Menino que Matou Meus Pais | Rafaela           |

### Internet
| Ano       | Título           | Cargo         | Notas   |
| --------- | ---------------- | ------------- | ------- |
| 2019–2020 | Dezesseis Brunas | Apresentadora | YouTube |